# Тан (император Китая)
Тан (кит. трад. 湯; умер в 1646 до н. э.) — основатель и первый правитель Китая из династии Шан.

## Правление
Тан правил государством Шан, одним из многих владений под сюзеренитетом династии Ся, на протяжении 17 лет. Во времена правления Цзе, Шан набирал могущества, постепенно завоевывая владения других вассалов Ся. Он сумел покорить около 40 меньших владений . Тан призвал своих подданных к власти Ся, отмечая, что даже генералы Цзе отказываются выполнять его приказы . В 15-й год правления Цзе Тан выступил на столицу Ся . Через два года Тан отправил своего министра во двор Цзе. Он пробыл в столице Ся около трех лет, прежде чем вернуться в Шан.
Между тем могущество Шан продолжало расти. В 26-й год правления Цзе Тан захватил город Вен. В то же время владения Шан подвергались нападениям со стороны своих соседей. , поэтому Тан был вынужден вести борьбу на несколько фронтов . Вскоре армия Шан нанесла сокрушительное поражение войску Ся, в результате чего на смену владычеству одной династии пришла другая во главе с Таном. Времена правления Тана считаются наилучшим периодом китайской истории. Новый обладатель снизил налоги и численность армии. Его власть достигла берегов Желтой реки, новой столицей государства стал город Аньян.